# روبرتو فراری (دوچرخه‌سوار)
روبرتو فراری (ایتالیایی: Roberto Ferrari؛ زادهٔ ۹ مارس ۱۹۸۳) دوچرخه‌سوار اهل ایتالیا است.

## باشگاهی
از باشگاه‌هایی که در آن رکاب زده‌است می‌توان به تیم یوای‌ئی امارات، تیم دوچرخه‌سواری تناکس، تیم دوچرخه‌سواری تناکس، تیم دوچرخه‌سواری سوپر بتن، و اندرونی جوکاتولی–سیدرمک اشاره کرد.